# Liste der Monuments historiques in Pléchâtel
Die Liste der Monuments historiques in Pléchâtel führt die Monuments historiques in der französischen Gemeinde Pléchâtel auf.

## Liste der Bauwerke
| Bezeichnung                                   | Beschreibung             | Standort          | Kennzeichnung | Schutzstatus | Datum | Bild           |
| --------------------------------------------- | ------------------------ | ----------------- | ------------- | ------------ | ----- | -------------- |
| Friedhofskreuz                                |                          | (Lage)            | PA00090653    | Classé       | 1908  | weitere Bilder |
| Sépulture mégalithique et tertre de Pléchâtel | Megalithische Grabanlage | Les Landes (Lage) | PA00090654    | Inscrit      | 1980  | weitere Bilder |

## Liste der Objekte
- Monuments historiques (Objekte) in Pléchâtel in der Base Palissy des französischen Kultusministeriums